# Hippomenella vellicata
Hippomenella vellicata is een mosdiertjessoort uit de familie van de Romancheinidae. De wetenschappelijke naam van de soort is voor het eerst geldig gepubliceerd in 1873 door Frederick Wollaston Hutton.